# Баева, Вера Михайловна
Вера Михайловна Ба́ева (род. 29 марта 1936, Уфа, РСФСР, Башкирская АССР, СССР) — советская и российская оперная и камерная певица (лирико-колоратурное сопрано), педагог. Народная артистка СССР (1986).

## Биография
Вера Баева родилась 29 марта 1936 года в Уфе в многодетной семье.
В 1959 году окончила Уральскую консерваторию (Свердловск, ныне Екатеринбург). В классе сольного пения обучалась у П. А. Ноздровской, а в классе камерного пения — у Б. И. Певзнера.
С 1959 по 2000 годы — солистка Свердловской государственной филармонии.
Основным в творчестве певицы являются её сольные концерты в сопровождении фортепиано. В репертуаре около пятисот произведений — романсов, арий из опер, народных песен, западно-европейская, русская и советская камерно-вокальная и оперная классика, песни народов мира.
Одним из самых значительных достижений певицы — исполнение концерта для голоса с оркестром Р. М. Глиэра. Отдельная страница творчества — пение с органом. Участвовала в исполнении вокально-симфонических произведений (Дж. Верди, В. А. Моцарт и др.). Арии из кантат И. С. Баха, Г. Ф. Генделя в её исполнении стали образцом вокального мастерства.
В 1968—1973 и с 1982 года преподаёт в Уральской консерватории имени М. П. Мусоргского (с 1996 года — профессор). Среди учеников — заслуженные артистки России И. Наумова, М. Силина, народная артистка республики Коми Е. Лагода, народная артистка Бурятии, лауреат международных конкурсов С. Крупина, лауреат международных конкурсов Н. Белоусова.
С 1987 года — председатель правления Региональной общественной организации «Музыкальное общество Свердловской области» Всероссийского музыкального общества. Председатель жюри Международного конкурса юных вокалистов на приз города Екатеринбурга.
В 2006 году на студии «Урал» в Екатеринбурге вышел двойной альбом «Дороги любви», в который вошли 42 записи певицы.

## Награды и звания
- Лауреат III Всесоюзного конкурса вокалистов имени М. И. Глинки (2-я премия, Москва, 1965).
- Заслуженный артист РСФСР (27.03.1972)
- Народная артистка РСФСР (12.09.1979)[3]
- Народная артистка СССР (31.12.1986)
- Медаль «За доблестный труд. В ознаменование 100-летия со дня рождения Владимира Ильича Ленина»
- Премия губернатора Свердловской области за выдающиеся достижения в области литературы и искусства (2004)
- Почётный гражданин Екатеринбурга (1993)[2].